# Paulo Nunes
Arílson de Paula Nunes, beter bekend als Paulo Nunes, (Pontalina, 30 oktober 1971) is een voormalig Braziliaans voetballer en trainer.

## Biografie

### Clubcarrière
Hij begon zijn carrière bij Flamengo, waarmee hij in 1990 de Copa do Brasil won, in 1991 het Campeonato Carioca en in 1992 de landstitel. Hij behoorde daar tot een nieuwe generatie spelers waaronder Djalminha, Júnior Baiano, Marquinhos, Nélio en Marcelinho Carioca. In 1995 maakte hij de overstap naar Grêmio. Hiermee won hij twee keer het Campeonato Gaúcho, een keer de Copa do Brasil, in 1995 de CONMEBOL Libertadores en in 1996 de landstitel. Hij speelde ook de wedstrijd om de wereldbeker, die de club verloor tegen Ajax. Na zijn vertrek bij Grêmio ging hij aan de slag bij Benfica. Door enkele blessures en conflicten met andere spelers leek zijn carrière te ontsporen en keerde hij terug naar Brazilië waar hij voor Palmeiras ging spelen. Ook hier had hij succes en won hij de Copa do Brasil, CONMEBOL Libertadores en Copa Mercosul. Na een nieuwe passage bij Grêmio ging hij in 2001 voor Corinthians spelen, waarmee hij het Campeonato Paulista won. Hierna speelde hij nog voor kleinere clubs.

### Interlandcarrière
Nunes speelde twee keer voor het nationale elftal, op het Tournoi de France in 1997 tegen Frankrijk en op de Copa América 1997 tegen Bolivia.

## Erelijst
Flamengo
- Copa São Paulo de Futebol Júnior: 1990
- Copa do Brasil: 1990
- Copa Rio: 1991
- Campeonato Carioca: 1991
- Campeonato Brasileiro Série A: 1992

 Grêmio
- Campeonato Gaúcho: 1995, 1996
- CONMEBOL Libertadores: 1995
- CONMEBOL Recopa: 1996
- Campeonato Brasileiro Série A: 1996
- Copa do Brasil: 1997

 Palmeiras
- Copa do Brasil: 1998
- Copa Mercosul: 1998
- CONMEBOL Libertadores: 1999

 Corinthians
- Campeonato Paulista: 2001

 Brazilië
- CONMEBOL Copa América: 1997

Individueel
- Bola de Prata Placar: 1996
- Topscorer Campeonato Brasileiro Série A (16 doelpunten): 1996
- Topscorer Copa do Brasil (9 doelpunten): 1997

1 Taffarel ·
2 Cafú ·
3 Aldair ·
4 Márcio Santos ·
5 Mauro Silva ·
6 Roberto Carlos ·
7 Giovanni ·
8 Dunga  · 
9 Ronaldo ·
10 Leonardo ·
11 Romário ·
12 Carlos Germano ·
13 Djalminha ·
14 Zé Maria ·
15 Célio Silva ·
16 Gonçalves ·
17 Zé Roberto ·
18 César Sampaio ·
19 Flávio Conceição ·
20 Denílson ·
21 Edmundo ·
22 Paulo Nunes ·
Coach: Zagallo